# Івичевичі
Івичевичі, брати Гнат та Іван — революціонери народники, терористи, учасники гуртка В. Осинського в Києві. До революційного руху долучилися 1874 року в Одесі. Гнат Миколайович (1857—1879) — у 1876 або 1877  року вступив до виконавчого комітету Російської соціал-революційної партії, був одним з організаторів убивства харківського губернатора князя Дмитра Кропоткіна. Іван Миколайович (1859—1879) — від 1877 року працював у Ростові-на-Дону (нині місто в РФ) слюсарем і був учасником гуртка робітників-залізничників. 1878 року брав участь у вбивстві провокатора Я. Никонова (після чого виїхав до Києва) і в замаху на товариша (заступника) київського губернського прокурора М. Котляревського. 23(11) лютого 1879 року у Києві під час затримання на квартирі молодшого брата, Івичевичі вчинили опір і були смертельно поранені. Невдовзі померли.